# Salouva

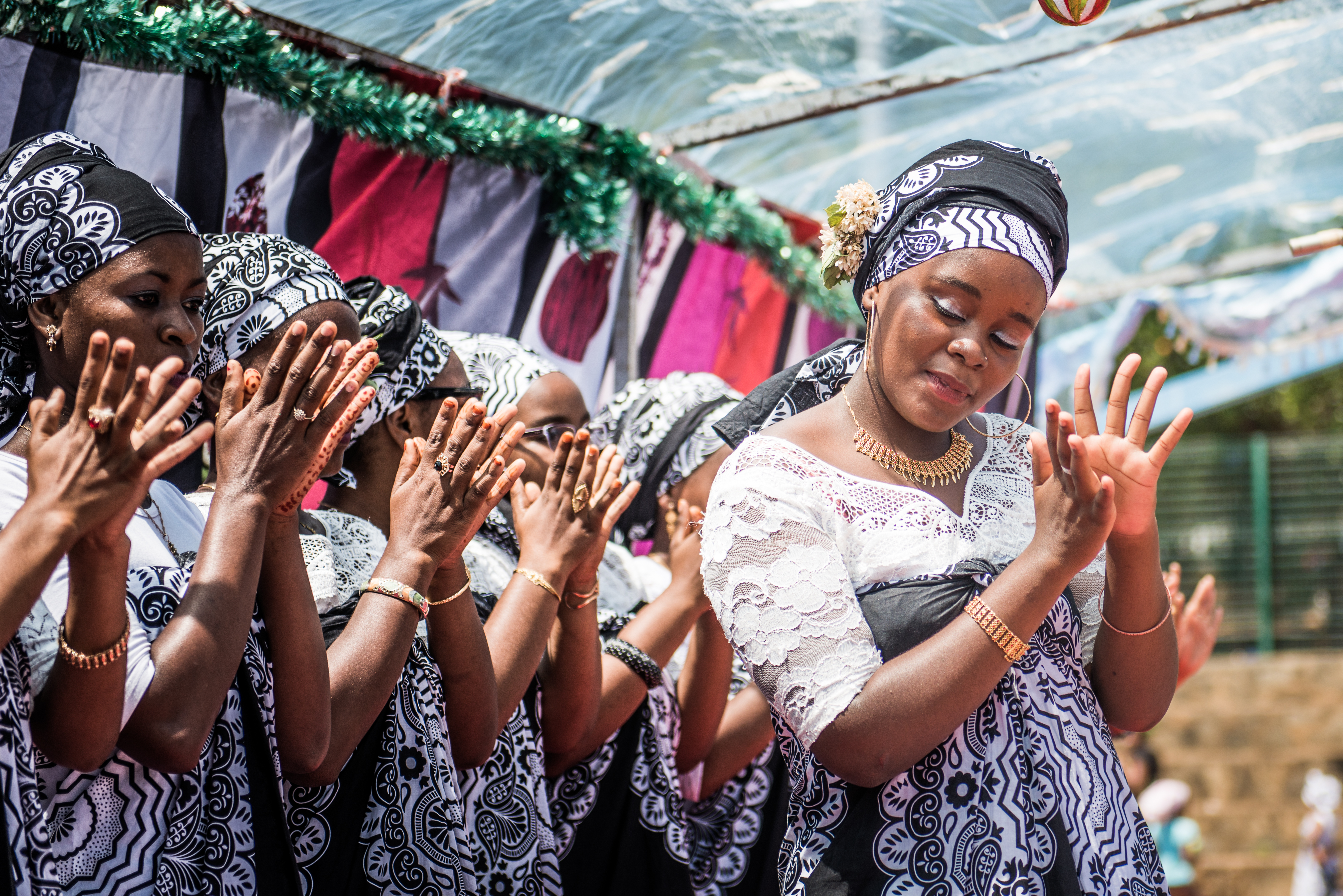
Danseuses de debaa à Mayotte portant un salouva.

Le salouva, est une tenue vestimentaire traditionnelle de la femme mahoraise,.

## Description
Le salouva est une tenue vestimentaire et traditionnelle de la femme mahoraise,et comorienne[réf. nécessaire].
Cette tenue est un témoignage de l'adaptation créative des femmes de Mayotte et des Comores à leur environnement, ainsi que de leur fierté pour leur culture et leur tradition. Cette tenue a été inspirée par le sari, un vêtement traditionnel de l'Inde remontant 2000 ans avant Jésus-Christ.
Le salouva se porte lors des grandes occasions (mariages, enterrements, événements culturels) et également  le vendredi,. 
Écolières, collégiennes, lycéennes et mamans enfilent donc leur plus beau salouva le vendredi, c'est une sorte de tradition ; à ce salouva s'ajoute le kishali, châle porté généralement sur la tête ou sur les épaules.
Mais que ce serait le salouva sans ses accessoires car il faut bien évidement assortir son sac et ses chaussures, mais le plus important reste le maquillage. De ce fait les femmes se font un msindanu, un masque au bois de santal qui a pour objectif de protéger la peau du soleil. 
Certaines femmes s'en couvrent totalement le visage alors que les plus jeunes se font des petits motifs. 

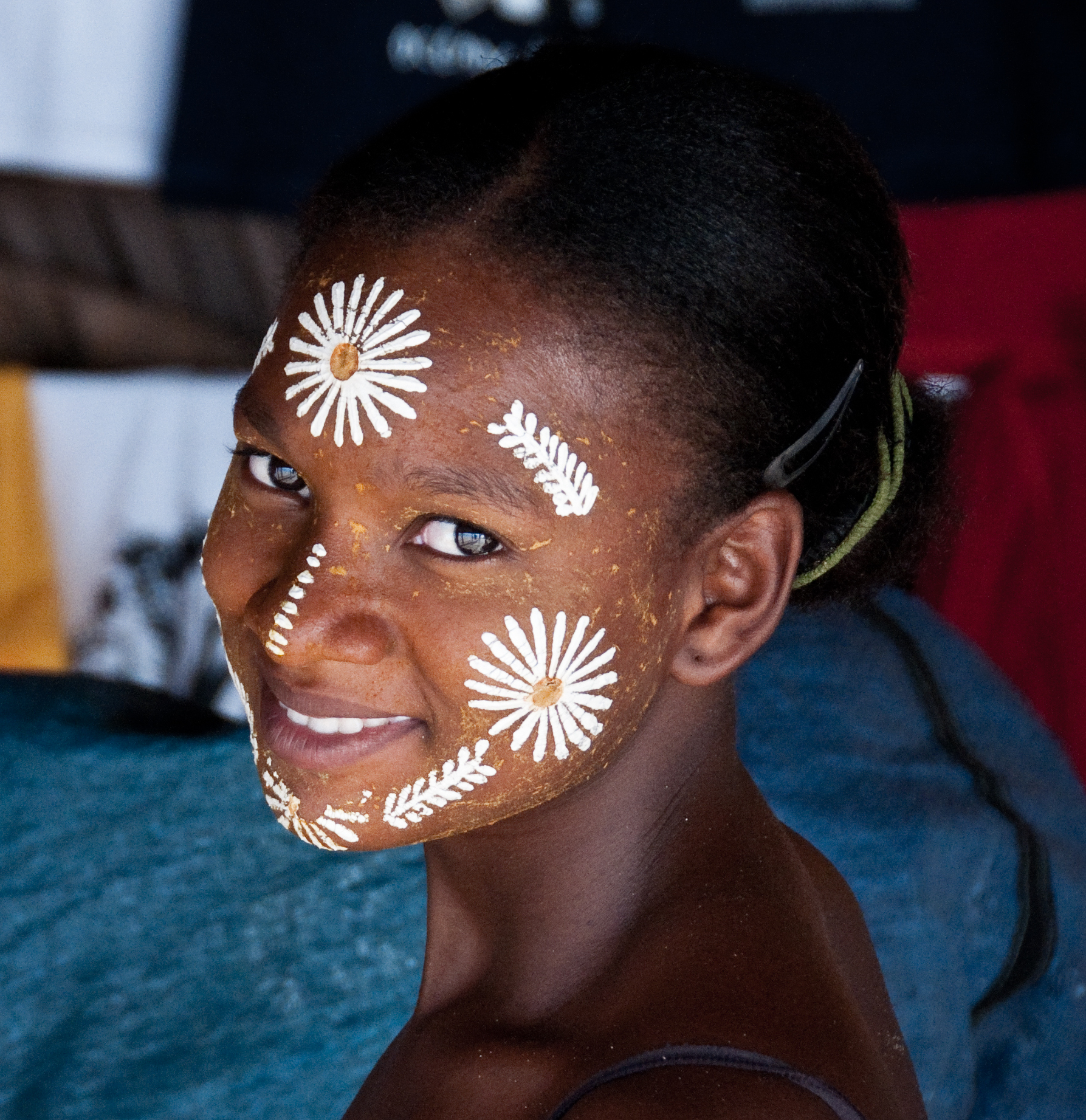
Modèle de msindanu pouvant être reproduit par les plus jeunes.

Ce maquillage peut être complété par du henné et un trait de guwéna, un crayon noir pour les yeux.